# Trichoferus pallidus
Trichoferus pallidus là một loài bọ cánh cứng trong họ Cerambycidae.

## Hình ảnh

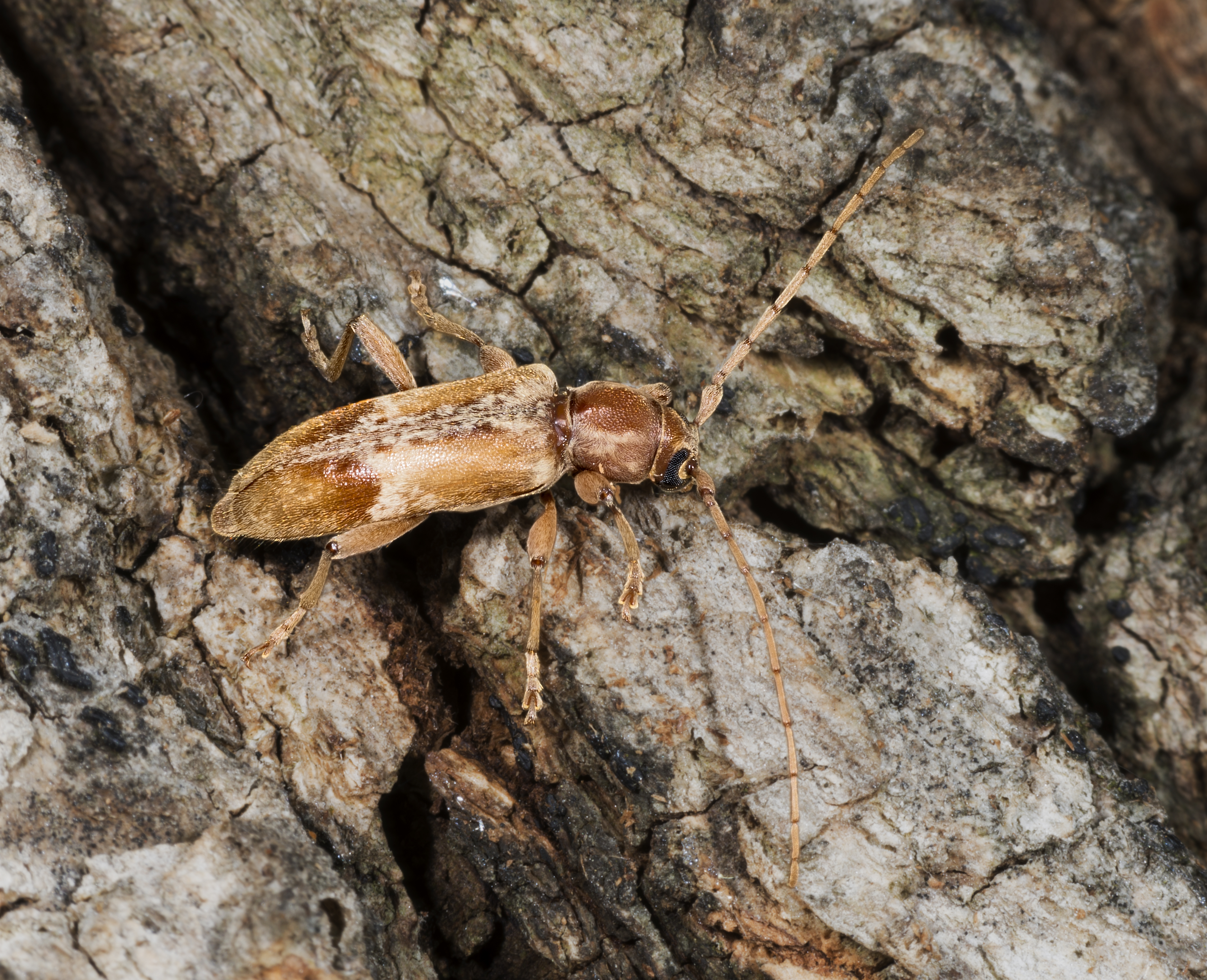
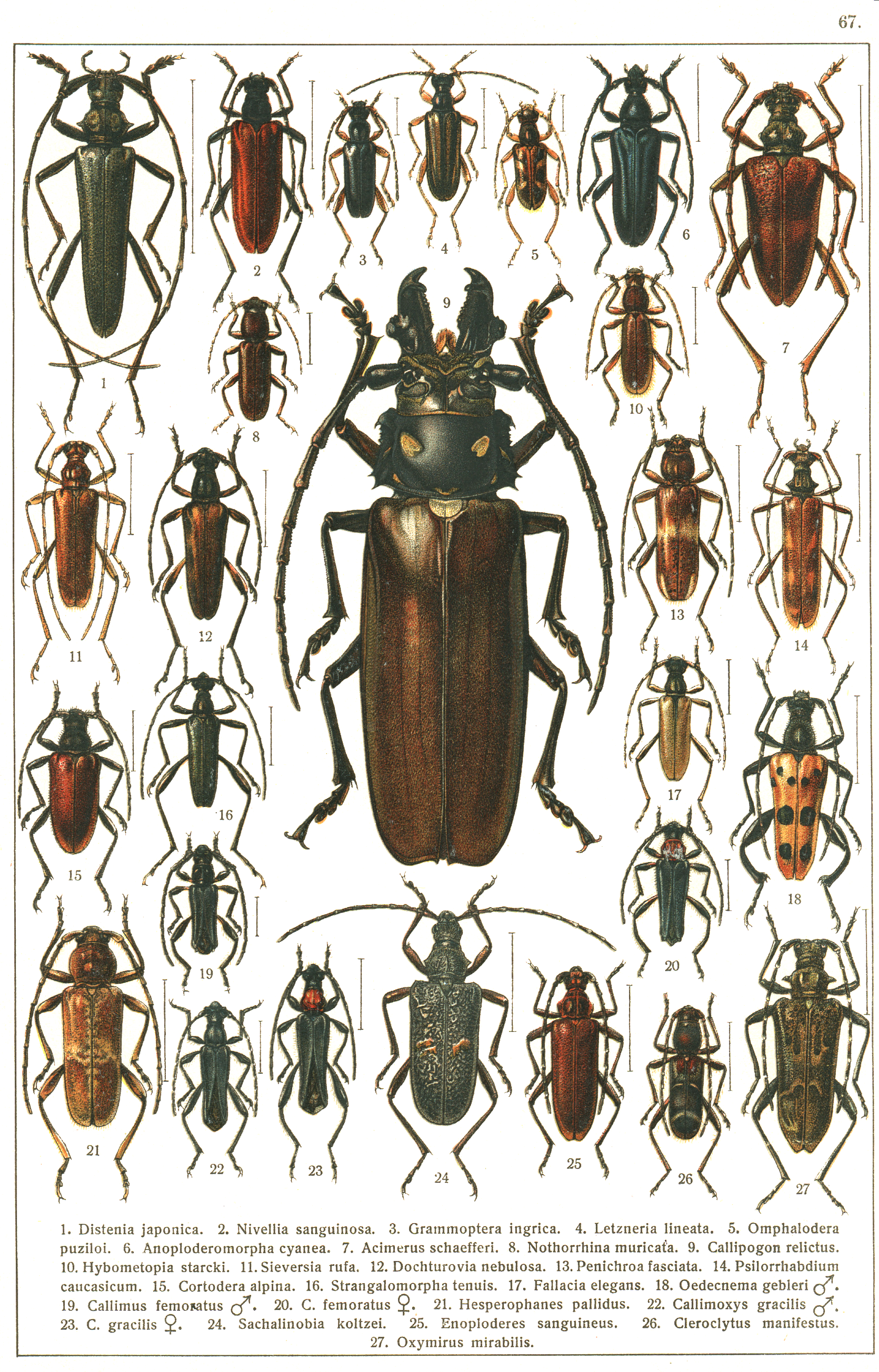
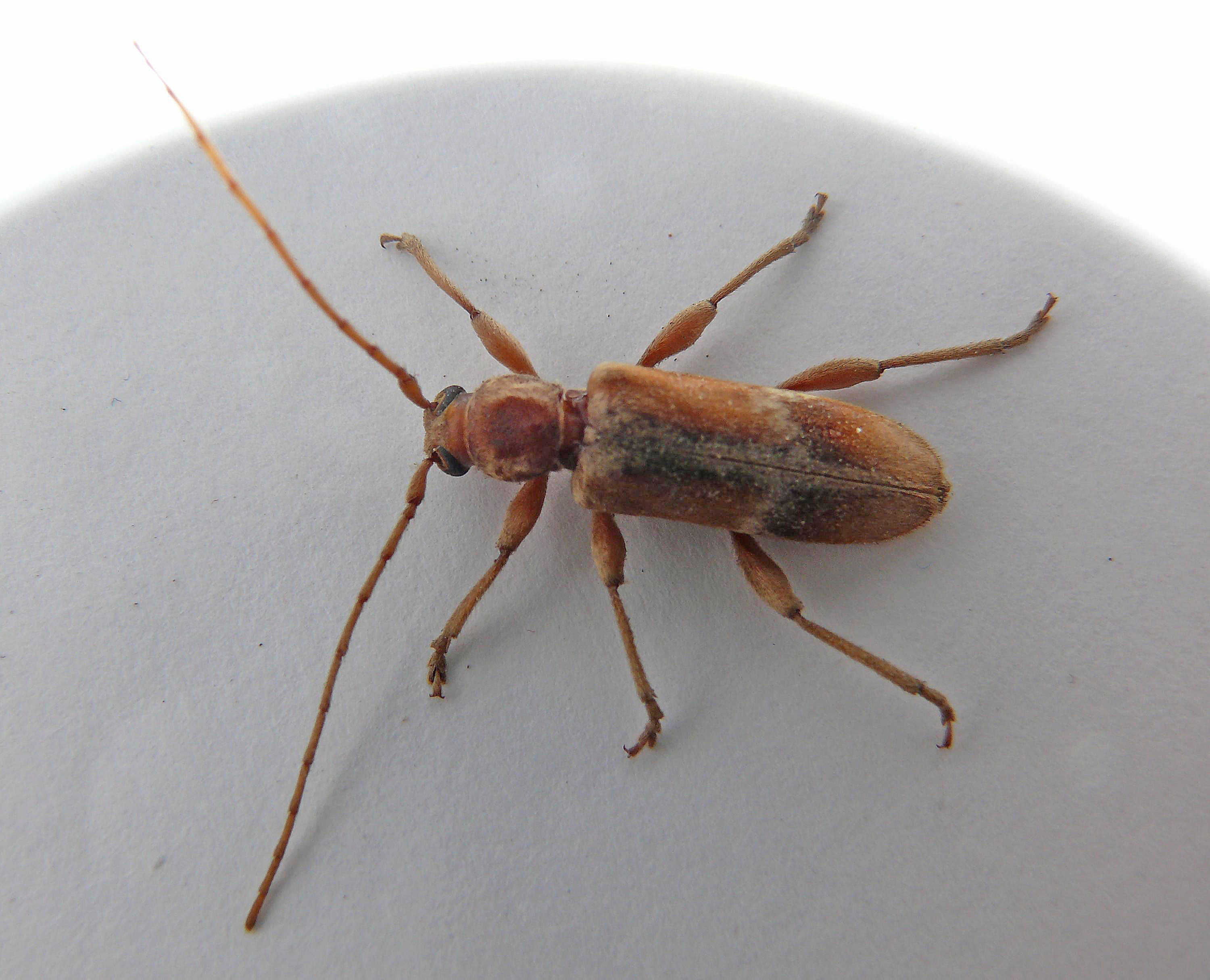
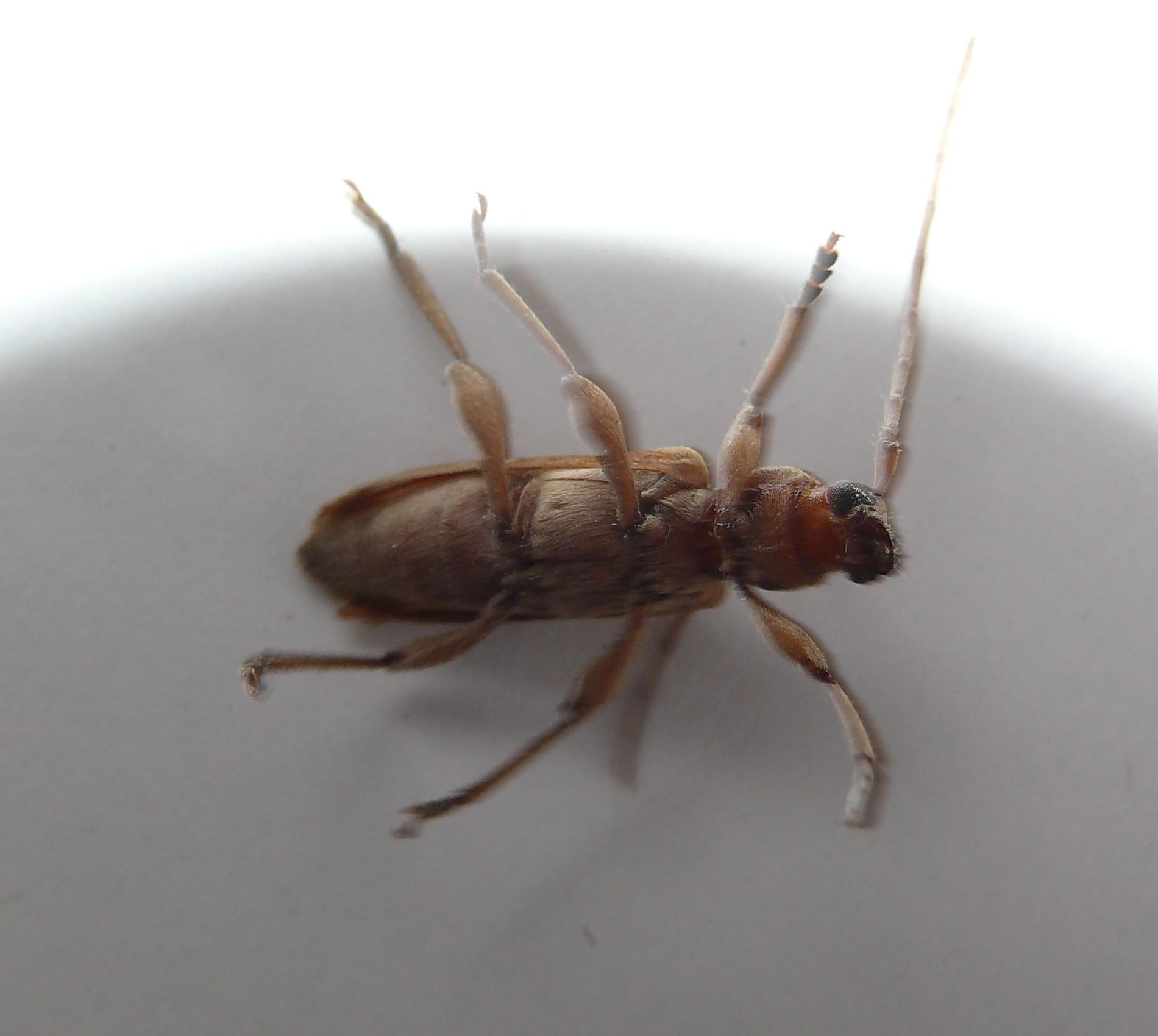